# 圣纳泽尔站
圣纳泽尔站是法国的一个铁路车站，位于法国西部城市圣纳泽尔。

## 位置
圣纳泽尔站位于圣纳泽尔市区的北部。车站大致呈东西走向，正门开口朝南，北侧亦可进出。

## 车站历史

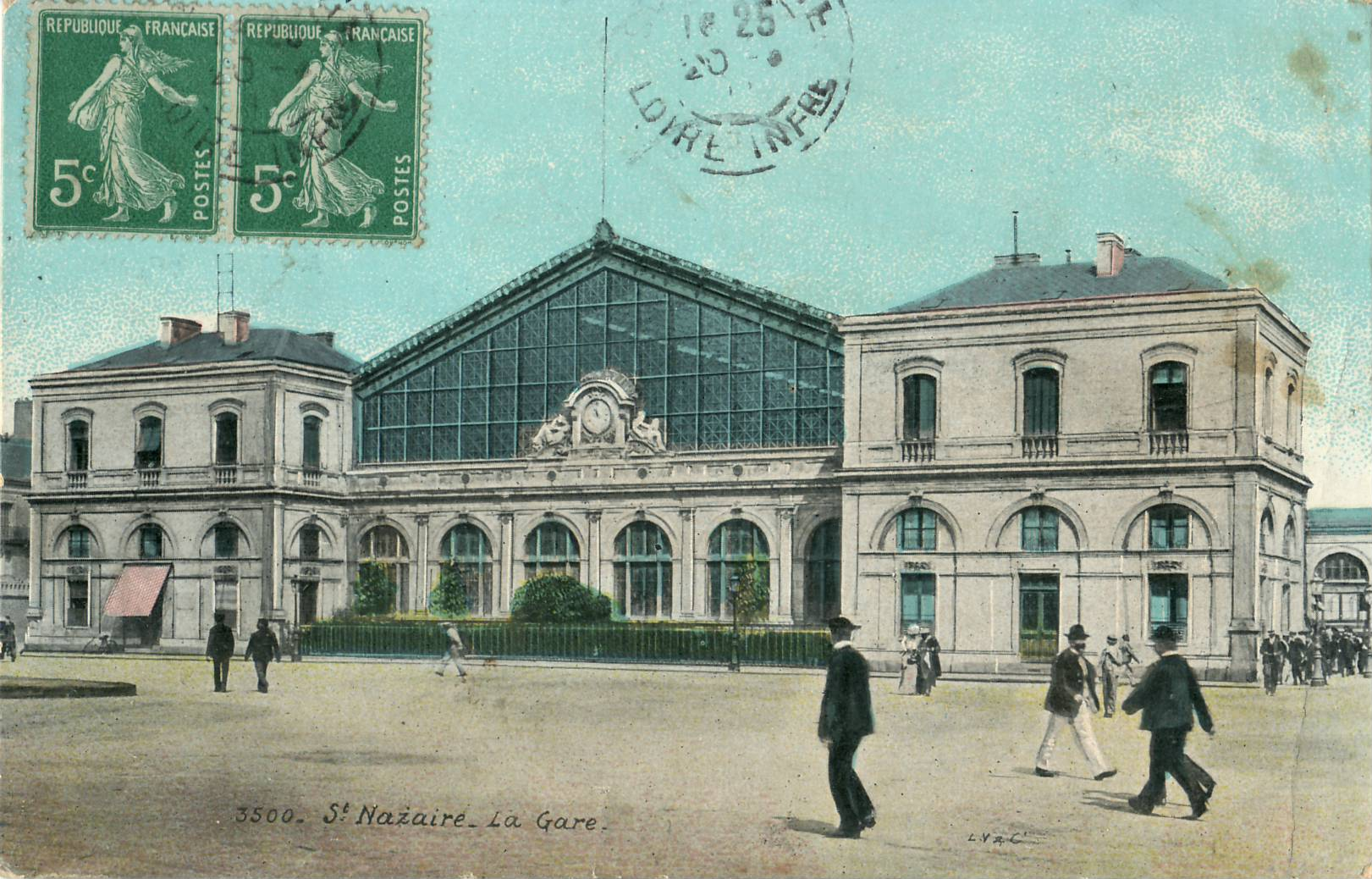
老圣纳泽尔站（1910年）

原有的圣纳泽尔站位于圣纳泽尔市中心的东部，建于1857年，于二战时期炸毁。二战后，圣纳泽尔政府决定异地重建圣纳泽尔站，现有的圣纳泽尔站于1955年投入使用，而原有的圣纳泽尔站遗址则被改建成为了博物馆。

## 停靠线路
以下列车线路在圣纳泽尔站停靠：
| 圣纳泽尔站列车线路表（页面存档备份，存于） |                    |               |                              |                 |
| 线路                                       | 车种               | 上一站        | 下一站                       | 大致运行频率    |
| 巴黎—圣纳泽尔/勒夸西克                     | TGV                | 南特          | 博尔尼谢/拉博勒-埃斯库布拉克 | 每天3趟左右     |
| 里尔—勒夸西克                              | TGV                | 南特          | 博尔尼谢                     | [ 註 2 ]        |
| 奥尔良—勒夸西克                            | TER 200 INTERLOIRE | 南特/萨沃奈   | 博尔尼谢                     | 每天2趟         |
| 奥尔良—圣纳泽尔                            | TER 200 INTERLOIRE | 萨沃奈        | （终点）                     | 每天1趟         |
| 南特—圣纳泽尔/勒夸西克                     | 法国大区列车       | 萨维奈/庞欧厄 | （终点）/博尔尼谢            | 每天10趟左右    |
| 雷东—圣纳泽尔                              | 法国大区列车       | 庞欧厄        | （终点）                     | 每天1趟         |
| 图尔→勒夸西克                              | 法国大区列车       | 南特          | 博尔尼谢                     | 每天1趟（单向） |
| 1. 2. 3. 4. 5.                             |                    |               |                              |                 |

## 配套交通

### 长途客车
| 停靠圣纳泽尔站的大巴车 |                             |                                                                            |
| 上下车地点             | 运营单位                    | 主要目的地                                                                 |
| 圣纳泽尔站正门前方     | 大西洋卢瓦尔省城际客运 Lila | 沙托布里昂、弗罗塞、波尔尼克、蓬沙托、埃尔比尼亚克、圣布勒万莱潘、盖朗德   |
| 圣纳泽尔站正门前方     | SNCF                        | 雷东（当某条铁路线施工或罢工时，SNCF可能会提供途径该线路沿途站点的大巴车） |
| 1. 2. 3.               |                             |                                                                            |

### 市内交通
| 圣纳泽尔站附近的市内公交线路          |                |                                                                               |
| 公交车站名称                          | 位置           | 停靠线路                                                                      |
| Pôle d'Échanges Multimodale Gare SNCF | 圣纳泽尔站南侧 | Hélyse（大容量公交线）、U1路、U2路、U3路、T2路、T3路、T4路、T5路、C1路、S/D线 |
| 1.                                    |                |                                                                               |

## 临近车站
| 圣纳泽尔站（Gare de Saint-Nazaire） |                        |            |
| 上行车站                            | 线路                   | 下行车站   |
| 庞欧厄站                            | 图尔－圣纳泽尔铁路     | （终点）   |
| （起点）                            | 圣纳泽尔－勒夸西克铁路 | 博尔尼谢站 |
| - 本表仅显示运营中的线路及车站      |                        |            |